# الکسیس پاکارد
الکسیس پاکارد (انگلیسی: Alexis Paccard; ۱۲ ژوئن ۱۸۱۳ – ۱۸ اوت ۱۸۶۷) معمار اهل فرانسه بود.
وی همچنین برندهٔ جوایزی همچون لژیون دونور (شوالیه) و جایزه بزرگ رم شده‌است.